# Lac Kayo
Lac Kayo är en sjö i Kongo-Brazzaville. Den ligger i departementet Pointe-Noire, i den sydvästra delen av landet, 400 km väster om huvudstaden Brazzaville. Arean är 16,0 kvadratkilometer. Den sträcker sig 5,3 kilometer i nord-sydlig riktning, och 5,1 kilometer i öst-västlig riktning.
Sjön utgör tillsammans med lac Loufoualéba och omgivningarna ett Ramsarområde.